# Eurydike (drottning)
Eurydike, död 200-talet f.Kr., var drottning av Makedonien som gift med Antipatros II av Makedonien.
Hon var dotter till  Lysimachus.